# 瑞応麒麟図

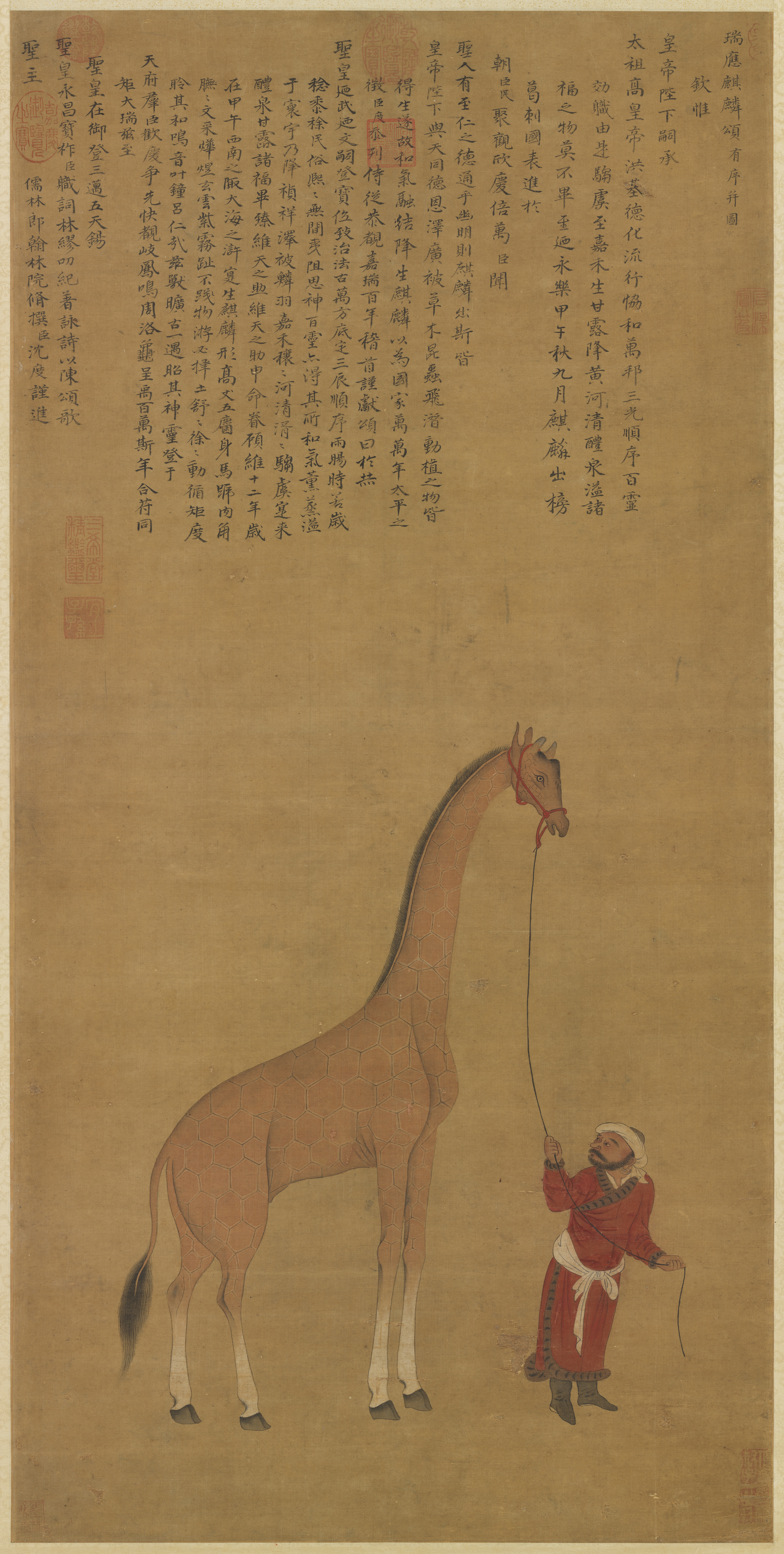
『明人画麒麟沈度頌軸』台湾・国立故宮博物院蔵'

『瑞応麒麟図』（ずいおうきりんず）は、中国明代の永楽12年（1414年）に描かれた絵画。1405年に始まった鄭和の航海をきっかけに、インド東部のベンガル地方から贈られてきた、当時未知の生物（キリン）を写生したもの。職貢図の一つ。
『明人画麒麟沈度頌軸』『榜葛剌進麒麟図』などとも呼ばれる。オリジナルは台湾の国立故宮博物院に収蔵されている。それとは別に、複数の模写が伝わっている。

## 概要
ベンガル地方（現在のバングラデシュおよびインド東部の西ベンガル州）にあたる国「榜葛剌国」（バングラこく、拼音: bǎnggélàguó）からやって来た朝貢使節の人間と、その贈り物である当時未知の生物（キリン）が描かれている。同国の朝貢は、6年前の1408年から始まっていた。
題名にある「瑞応」は「瑞兆」「瑞祥」と同義。「麒麟」は瑞獣の一種で、太平の世に現れるという伝説の生物。つまり、外国から来た未知の生物が、太平の世に現れる「麒麟」と同定されている。そのような同定をするということは、当時の皇帝永楽帝の治世を絶賛することに等しい。
絵画は、当時の宮廷画家（無名）によって描かれた。その絵画の上部には、当時の宮廷書家で翰林院官僚の沈度 による文章が添えられている。文章の内容は、『瑞応麒麟頌』と題された頌詞であり、序文として「永楽12年に榜葛剌国に麒麟が出た」という旨が記されている。
同じ出来事は『明史』成祖本紀などにも記されている。同書ではさらに、ケニア沿岸のマリンディ（麻林）などからも「麒麟」が進貢されたとしている。また、鄭和艦隊の報告書にあたる書物『瀛涯勝覧』では、アラビア半島南端のアデン（阿丹国）をはじめとして、各地に「麒麟」がいたとされる。
その背景として、当時のインド洋では、アラブ人や東アフリカのソマリ人によって盛んに海上交易が行われていた（ソマリアの海事史）。その中で、マムルーク朝からベンガル・スルターン朝にキリンが贈られ、そのキリンが1414年にベンガル・スルターン朝から中国に贈られたと推定される。
後世の中国の学者たちは、この生物が「麒麟」ではないことを理解していたが、日本においては、江戸時代の蘭学者の桂川国瑞・大槻玄沢・森島中良らが「麒麟」と同定した後、明治時代の博物学者の田中芳男らが訳語制定のなかで「麒麟」を訳案として持ち出し、最終的に「麒麟」が採用された。詳細は湯城 2008を参照。

## 模写
後世の模写として以下がある。

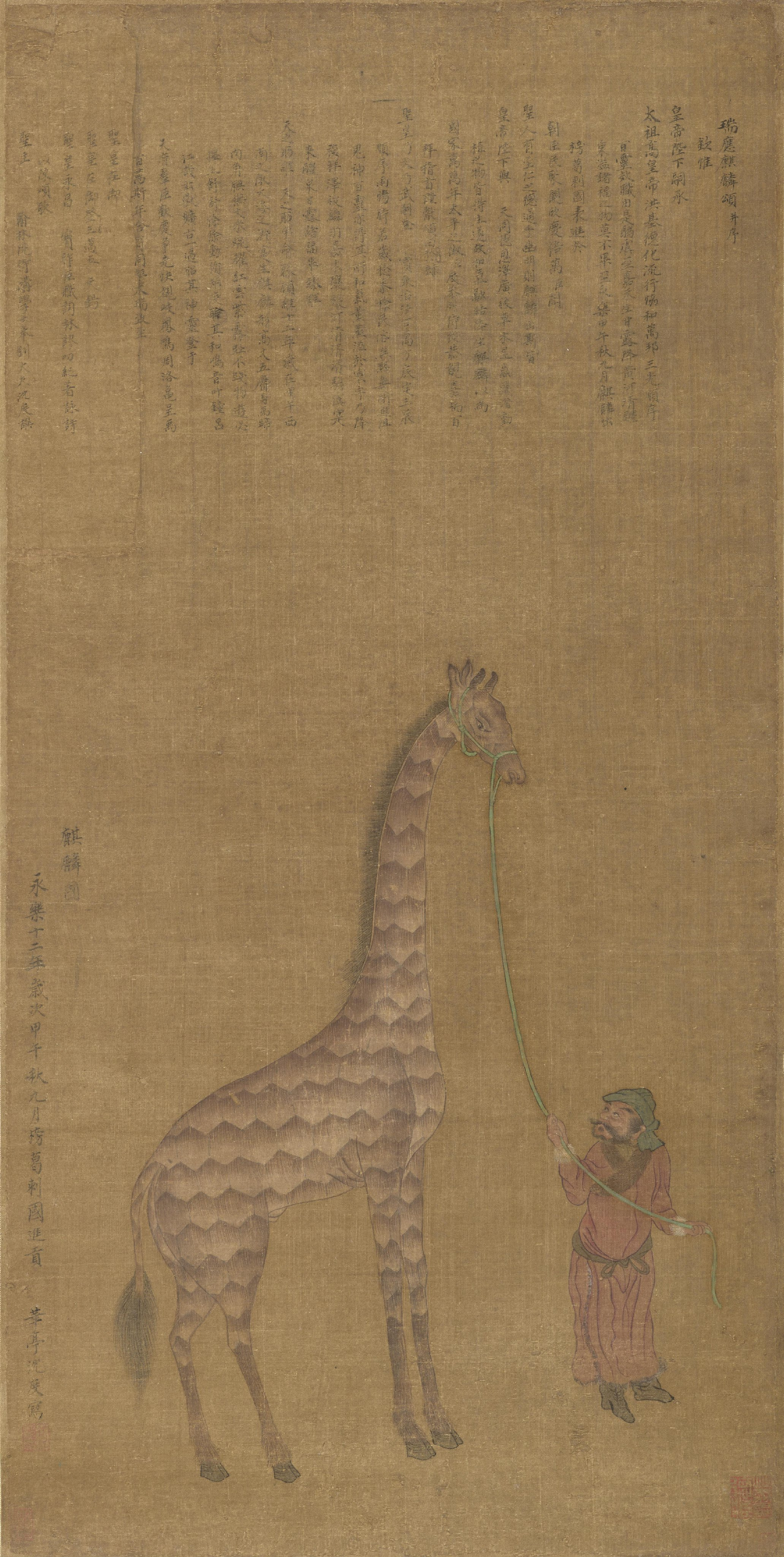
『麒麟図』フィラデルフィア美術館蔵

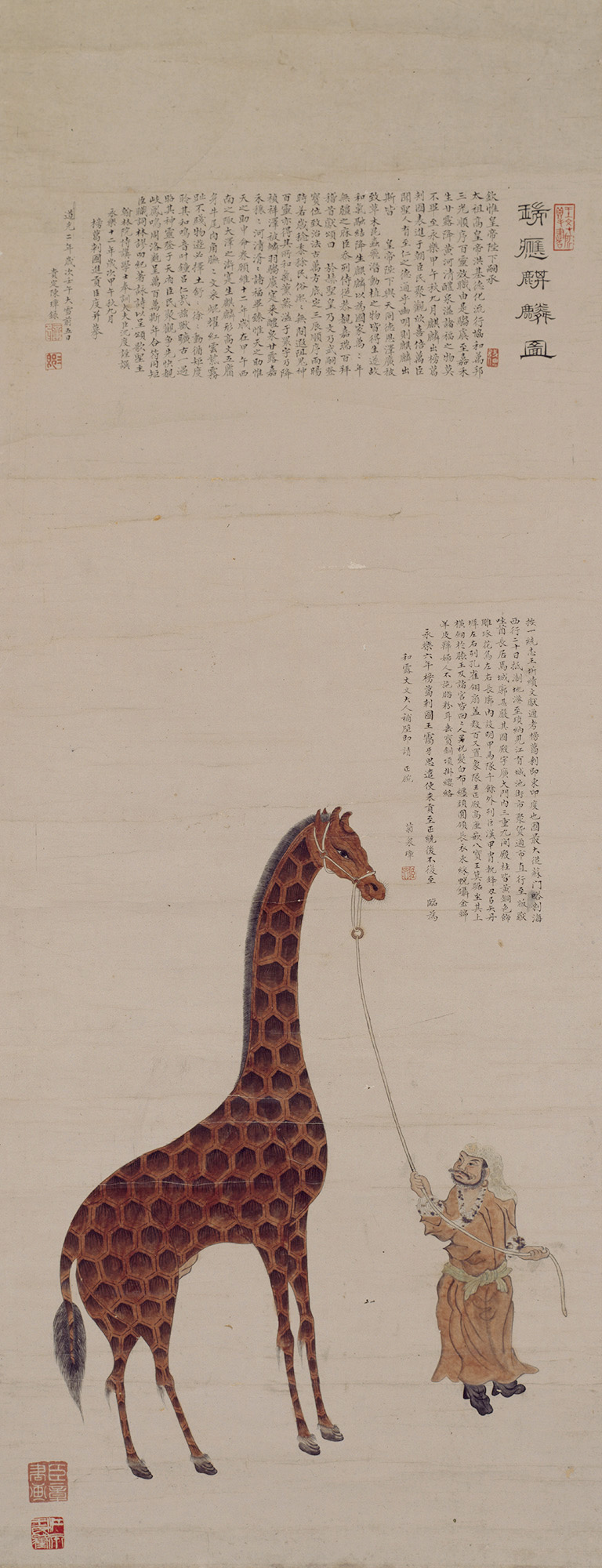
『榜葛剌進麒麟図』北京・中国国家博物館蔵

- 明代の沈慶による模写。フィラデルフィア美術館蔵。画中のキリンにジグザグ模様が加えられている。
- 清代の陳璋（中国語版）による模写。北京の中国国家博物館蔵。画中のキリンに明瞭な斑紋模様が加えられている。